# 681 Gorgo
Gorgo (asteroide 681) é um asteroide da cintura principal, a 2,7853642 UA. Possui uma excentricidade de 0,1030673 e um período orbital de 1 998,83 dias (5,47 anos).
Gorgo tem uma velocidade orbital média de 16,90175031 km/s e uma inclinação de 12,56515º.
Esse asteróide foi descoberto em 13 de Maio de 1909 por August Kopff.